# Nathaniel Adjei
Nathaniel Adjei, né le 21 août 2002 à Teshie au Ghana, est un footballeur international ghanéen qui évolue au poste de défenseur central au FC Lorient.

## Biographie

### En club

#### Débuts et formation
Né à Teshie au Ghana, Nathaniel Adjei fait sa formation dans son pays natal dans le club de la ville d'Accra, le Danbort FC. Repéré lors d'un tournoi avec l'équipe nationale ghanéenne U19, il rejoint lors de l'été 2021 la Suède et le Hammarby IF. Il joue dans un premier temps dans le club qui sert de réserve, le Hammarby TFF, évoluant alors en troisième division suédoise (aussi appelée Division 1 ou Ettan).

#### Hammarby IF
Après des performances convaincantes, le défenseur intègre l'équipe première en 2022. Il joue son premier match lors d'une rencontre de Svenska Cupen contre le club de Nyköpings BIS en tant que titulaire, qui a lieu le 1er septembre 2022, victoire 2-1 de son équipe. Autrement, il ne dispute que 3 matchs en Allsvenskan lors de cette même année, où il n'est titularisé qu'à une seule reprise. Il se révèle et acquiert une place plus importante dans l'effectif d'Hammarby lors de la saison 2023 où il dispute au total 28 matchs toutes compétitions confondues. Il inscrit également le premier but de sa carrière lors d'un match contre le Djurgårdens IF, le 14 mai 2023.

#### FC Lorient
Ses bonnes performances avec le club suédois lui permettent d'être prêté avec option d'achat au FC Lorient, évoluant en Ligue 1, le 27 janvier 2024. Il devient le cinquième ghanéen à évoluer dans le club breton après Eben Dugbatey, les frères Ayew et Alhassan Wakaso. Il gagne rapidement ses galons de titulaire dans le Morbihan, débutant 15 rencontres sur 17 possibles après son arrivée. Malgré la relégation du club en Ligue 2, le FCL lève son option d'achat, estimée à environ 5,7 millions d'euros, hors bonus. Il se blesse à la cheville en novembre 2024. En mars 2025, n'ayant toujours pas repris et ressentant toujours des douleurs, il se fait finalement opérer.

### En sélection nationale
Il découvre les U20 du Ghana à seulement 16 ans après un match contre les U20 du Mali, le 9 février 2019. Il ne dispute qu'au total 4 matchs avec la sélection avant de connaître le Ghana olympique à l'été 2023, où il est sélectionné à 2 reprises.

## Statistiques

### Statistiques détaillées
| Saison                | Club                  | Championnat           | Championnat | Championnat | Championnat | Coupe(s) nationale(s) | Coupe(s) nationale(s) | Coupe(s) nationale(s) | Compétition(s) continentale(s) | Compétition(s) continentale(s) | Compétition(s) continentale(s) | Compétition(s) continentale(s) | Total | Total | Total |
| Saison                | Club                  | Division              | M.          | B.          | P.d.        | M.                    | B.                    | P.d.                  | Comp.                          | M.                             | B.                             | P.d.                           | M.    | B.    | P.d.  |
| 2021                  | Hammarby TFF          | Ettan                 | 8           | 0           | 0           | -                     | -                     | -                     | -                              | -                              | -                              | -                              | 8     | 0     | 0     |
| 2022                  | Hammarby TFF          | Ettan                 | 14          | 0           | 0           | -                     | -                     | -                     | -                              | -                              | -                              | -                              | 14    | 0     | 0     |
| Sous-total            | Sous-total            | Sous-total            | 22          | 0           | 0           | -                     | -                     | -                     | -                              | -                              | -                              | -                              | 22    | 0     | 0     |
| 2022                  | Hammarby IF           | Allsvenskan           | 3           | 0           | 0           | 1                     | 0                     | 0                     | -                              | -                              | -                              | -                              | 4     | 0     | 0     |
| 2023                  | Hammarby IF           | Allsvenskan           | 21          | 1           | 0           | 5                     | 0                     | 0                     | C4                             | 2                              | 0                              | 0                              | 28    | 1     | 0     |
| Sous-total            | Sous-total            | Sous-total            | 24          | 1           | 0           | 6                     | 0                     | 0                     | -                              | 2                              | 0                              | 0                              | 32    | 1     | 0     |
| 2023-2024             | FC Lorient (prêt)     | Ligue 1               | 15          | 0           | 0           | -                     | -                     | -                     | -                              | -                              | -                              | -                              | 15    | 0     | 0     |
| 2024-2025             | FC Lorient            | Ligue 2               | 9           | 0           | 0           | -                     | -                     | -                     | -                              | -                              | -                              | -                              | 9     | 0     | 0     |
| Sous-total            | Sous-total            | Sous-total            | 24          | 0           | 0           | -                     | -                     | -                     | -                              | -                              | -                              | -                              | 24    | 0     | 0     |
| Total sur la carrière | Total sur la carrière | Total sur la carrière | 70          | 1           | 0           | 6                     | 0                     | 0                     | -                              | 2                              | 0                              | 0                              | 78    | 1     | 0     |

### En sélection nationale
| Saison                | Sélection             | Phases finales        | Phases finales | Phases finales | Phases finales | Éliminatoires | Éliminatoires | Éliminatoires | Matchs amicaux | Matchs amicaux | Matchs amicaux | Total | Total | Total |
| Saison                | Sélection             | Compétition           | M              | B              | Pd             | M             | B             | Pd            | M              | B              | Pd             | M     | B     | Pd    |
| --------------------- | --------------------- | --------------------- | -------------- | -------------- | -------------- | ------------- | ------------- | ------------- | -------------- | -------------- | -------------- | ----- | ----- | ----- |
| 2024-2025             | Ghana                 | -                     | -              | -              | -              | 1             | 0             | 0             | -              | -              | -              | 1     | 0     | 0     |
| Total sur la carrière | Total sur la carrière | Total sur la carrière | -              | -              | -              | 1             | 0             | 0             | -              | -              | -              | 1     | 0     | 0     |

### Liste des matchs internationaux
| Matchs internationaux de Nathaniel Adjei | Matchs internationaux de Nathaniel Adjei | Matchs internationaux de Nathaniel Adjei | Matchs internationaux de Nathaniel Adjei | Matchs internationaux de Nathaniel Adjei | Matchs internationaux de Nathaniel Adjei | Matchs internationaux de Nathaniel Adjei                       |
|                                          | Date                                     | Lieu                                     | Adversaire                               | Résultats                                | Compétitions                             | Notes                                                          |
| ---------------------------------------- | ---------------------------------------- | ---------------------------------------- | ---------------------------------------- | ---------------------------------------- | ---------------------------------------- | -------------------------------------------------------------- |
| 1.                                       | 18 novembre 2024                         | Accra Sports Stadium, Accra, Ghana       | Niger                                    | 1 - 2                                    | Éliminatoires de la CAN 2025             | Titulaire et remplacé par Osman Bukari à la 40e minute de jeu. |

## Palmarès
| FC Lorient (1)                    | Ghana -20 ans (1)                                       |
| --------------------------------- | ------------------------------------------------------- |
| - Ligue 2 (1) : - Champion : 2025 | - Coupe d'Afrique des nations (1) : - Vainqueur : 2021. |